# Condado de Chowan
El condado de Chowan (en inglés: Chowan County, North Carolina), fundado en 1688, es uno de los 100 condados del estado estadounidense de Carolina del Norte. En el año 2000 tenía una población de 14 526 habitantes con una densidad poblacional de 21 personas por km². La sede del condado es Edenton.

## Geografía
Según la Oficina del Censo, el condado tiene un área total de 603 km² (232,8 mi²), de la cual 448 km² (173 mi²) es tierra y 158 km² (61,0 mi²) es agua.

### Municipios
El condado se divide en cuatro municipios:
Municipio de Edenton, Municipio de Middle, Municipio de Upper y Municipio de Yeopim.

### Condados adyacentes
- Condado de Gates (norte)
- Condado de Perquimans (este)
- Condado de Washington (sur)
- Condado de Bertie (oeste)
- Condado de Hertford (noroeste)

## Demografía
En el 2000 la renta per cápita promedia del condado era de $30 928, y el ingreso promedio para una familia era de $36 986. El ingreso per cápita para el condado era de $15 027. En 2000 los hombres tenían un ingreso per cápita de $29 719 contra $19 826 para las mujeres. Alrededor del 17.60% de la población estaba bajo el umbral de pobreza nacional.

## Lugares

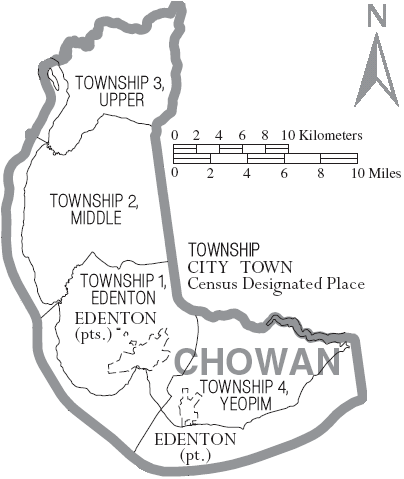
Mapa del Condado de Chowan en Carolina del Norte con sus municipios

### Ciudades y pueblos
- Edenton
- Rockyhock
- Selwin

### Iglesias
El Condado de Chowan es una comunidad arraigada en la fe. Algunas de las iglesias que se incluyen:
- Edenton la Iglesia Metodista Unida
- Yeopim Iglesia Bautista
- Primera Iglesia Presbiteriana de Edenton
- Edenton Iglesia Bautista
- San Anne Iglesia Católica
- San Pauls Iglesia Episcopal
- Iglesia Bautista Providencia